# Herman Vukušić (psihijatar)
Herman Vukušić (Zagreb, 9. svibnja 1966.) hrvatski je psihijatar. 
Diplomirao je na Medicinskome fakultetu Sveučilišta u Zagrebu, a potom je položio specijalistički ispit iz psihijatrije. Od 1993. godine intenzivno se bavio utjecajem psihičke traume na duševno i tjelesno zdravlje hrvatskih branitelja i žrtava velikosrpske agresije. Na tomu je području autor niza znanstvenih i stručnih članaka, javno-zdravstvenih inicijativa i projekata te je čest predavač na skupovima u zemlji i inozemstvu. Član je američke Akademije stručnjaka za traumatski stres. Bio je stručni suradnik Europske komisije za pitanja psihosocijalnog stresa te pozvani predavač na godišnjim skupovima Nacionalnoga centra za PTSP na Sveučilištu Yale. Predavač je i na dodiplomskim i poslijediplomskim studijima medicine i psihologije. Obnašao je i dužnost pomoćnika ministra obitelji, branitelja i međugeneracijske solidarnosti u Vladi RH.